# Exeed Sterra ET

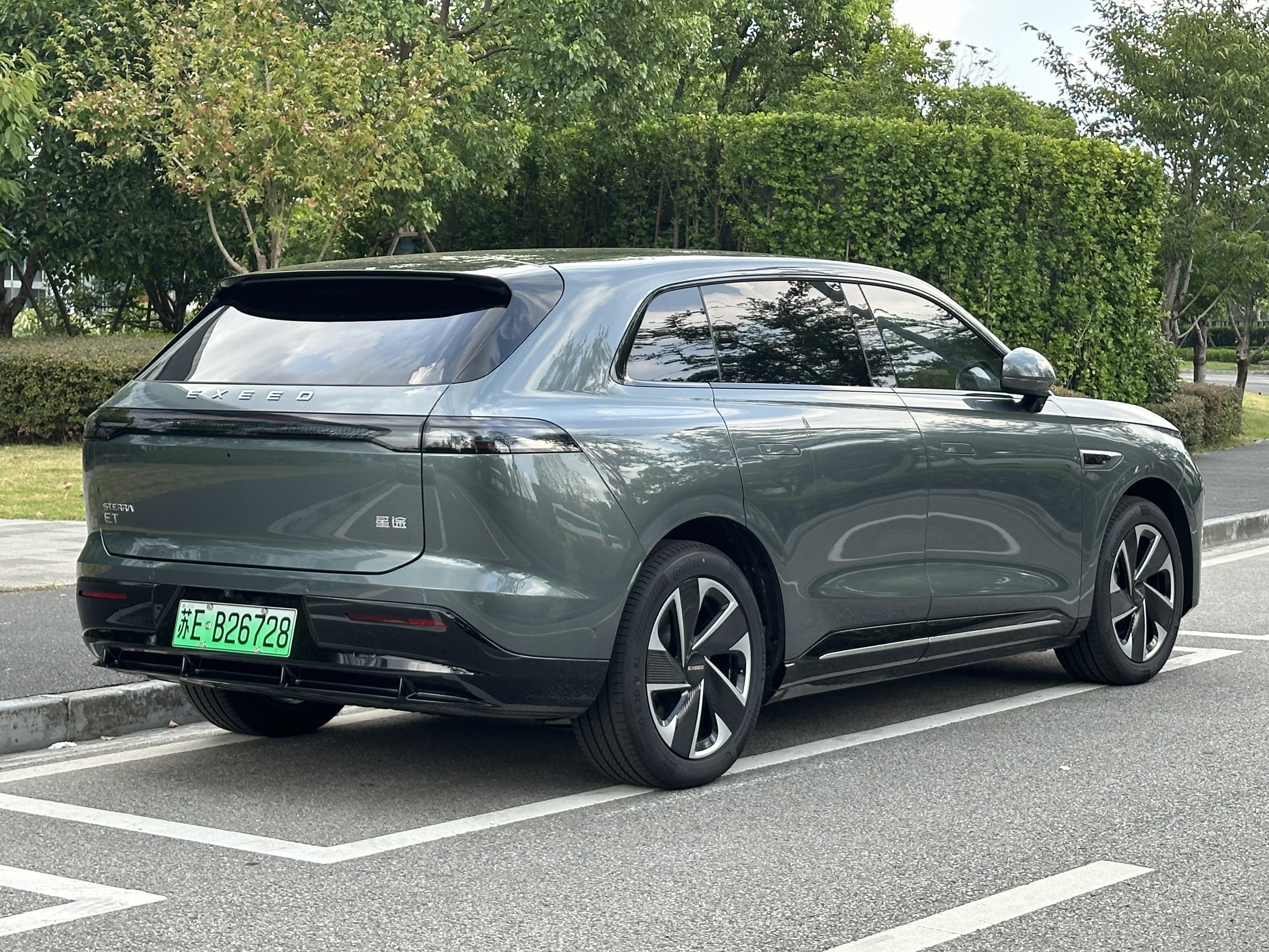
Вид сзади

Exeed Sterra ET — среднеразмерный электромобиль-кроссовер, производимый китайской компанией Chery под брендом Exeed. Впервые был представлен в апреле 2023 года на Шанхайском автосалоне, а в третьем квартале 2024 года автомобиль был официально запущен в производство в Китае.

## Описание
Exeed Sterra ET является второй после Sterra ES моделью бренда Exlantix. Полностью электрические варианты оснащены литий-железо-фосфатными аккумуляторами CATL Shenxing ёмкостью 77—100 кВт⋅ч. Запас хода составляет 540, 625, 655 или 760 км по циклу CLTC. Заднеприводные гибридные автомобили оснащены 1,5-литровым бензиновым двигателем и электродвигателем, который питается от литий-железо-фосфатного аккумулятора CATL ёмкостью 32 кВт⋅ч. Задний электродвигатель развивает мощность 115 кВт и крутящий момент 220 Н⋅м. До 100 км/ч автомобиль разгоняется за 7,8 сек., а максимальная скорость составляет 180 км/ч. Полноприводные модели с увеличенным запасом хода оснащены 1,5-литровым турбодвигателем в паре с двумя электродвигателями. Их время разгона до 100 км/ч составляет 4,8 сек. Система Snow Leopard 4WD также обеспечивает точный электронный контроль скольжения с временем отклика менее 0,05 сек. Общий запас хода полноприводного электромобиля Exeed Sterra ET составляет 1500 км (на электротяге — 240 км по циклу CLTC).
На приборной панели имеется центральная консоль с 15,6-дюймовым сенсорным экраном управления с разрешением 2,5K, 10,25-дюймовым плавающим жидкокристаллическим дисплеем приборной панели и D-образным рулевым колесом. Также имеется система помощи водителю ADAS.
Конкурентами являются Tesla Model Y, Nio ES7 и XPeng G9.